# Louise Woodward
Louise Woodward, född 28 februari 1978 i Elton, Cheshire, England, är en britt som 1997 anklagades för att ha dödsmisshandlat den åtta månader gamle pojken Matthew Eappen då hon arbetade som au pair-flicka i Newton i delstaten Massachusetts i USA. Rättegången fick stor uppmärksamhet i både amerikanska och internationella nyhetsmedia.
Matthew Eappen avled 9 februari 1997 i Cambridge, Massachusetts, fem dagar efter att ha inskrivits på barnsjukhuset i Boston, där han föll i koma. Den 30 oktober 1997 dömdes Woodward till 15 års fängelse, men påföljden sänktes den 16 juni 1998 till 279 dagars fängelse.

### Fotnoter
1. ↑  Anders Hvidftfeldt (18 juni 1998). ”Barnflickan kom hem till England tidigt i morse” (på svenska). Aftonbladet. http://wwwc.aftonbladet.se/nyheter/9806/18/louise.html. Läst 28 september 2017.